# 桃太郎電鉄シリーズ
桃太郎電鉄シリーズ（ももたろうでんてつシリーズ）は、ハドソンの鉄道会社の運営をモチーフにしたボードゲーム形式のコンピュータゲーム・テレビゲームシリーズであり『桃太郎伝説』の派生シリーズである。2011年までにシリーズの累計出荷本数は1200万本を超えている。
第1作目はファミリーコンピュータ用ソフトで、1988年12月2日にハドソンから発売。ゲーム監督はさくまあきら、イラスト・キャラクターデザインは土居孝幸。音楽はサザンオールスターズの関口和之が担当している。
その後のシリーズ作品では関口のほかにも、宮路一昭（『HAPPY』〜『G』）や池毅（『X』〜『2017』）や前山田健一（『令和』～）、樹原孝之介（『令和』～）などの作曲家も音楽スタッフとして参加している。
株式会社ハドソンは2012年にコナミデジタルエンタテインメント（KDE-J）に吸収合併され、現在ではKDE-Jおよびさくまがシリーズの著作権を保有している。

## 概要
様々なゲーム機向けに発売されているシリーズで、携帯電話用のアプリとしても配信された。公式の略称は第1作目から一貫して「桃鉄」（ももてつ）である。「桃電」（ももでん）としなかった理由としては、同中心開発スタッフの別シリーズであるRPG『桃太郎伝説』の略称が「桃伝」（ももでん）でありこれと混同するためと考えられる。
タイトルロゴの「桃太郎電鉄」の部分は基本的に江戸文字勘亭流で表記されているが、『2010』『タッグマッチ』『WORLD』および後述のボードゲームと一部の携帯向けタイトルは丸ゴシック体が採用されている。
桃太郎電鉄はハドソン（→KDE-J）の登録商標となっている（登録数10件）。
初期の桃鉄
第1作目『桃太郎電鉄』は、後のシリーズと違い「目的地の駅」は共通ではなくプレーヤーごとに設定されていたり、「プラス駅」「マイナス駅」が存在しないなどの点や、貧乏神が登場しないことから、競争要素が薄い作風となっている。また、鉄道自体を購入できるなどゲームテーマも異なるものとなっている。
第2作目の『スーパー桃太郎電鉄』は、お邪魔キャラクターの貧乏神といった競争要素が盛り込まれ、以降現行のゲームシステムのベースとなっている。
Team Kawada制作の桃鉄（『11』〜『WORLD』の桃鉄）
『11』では開発チーム「Team Kawada」（川田忠之・田中俊介・込山勉・小坂晃弘などが在籍）が、当時さくまや本シリーズにおいてシナリオ協力やテストプレイを担当する井沢ひろし（井沢どんすけ）が抱いていた前作の不満点を全て解消させ、満足のいく出来の作品を制作したため、以降のハドソンが吸収合併されるまでの作品は同チームが手掛けるようになった。またハドソン吸収合併後に任天堂から発売された『2017』の開発も同チームのメンバーが中心となった。
また、作品を追うごとに、登場する物件駅・物件数や、シリーズ定番のキャラクターとなった「貧乏神」が引き起こす悪行などが増加しているほか、高額物件を中心に価格のインフレが進んだ。例として、ゲーム中に登場する最高価格の物件「桃太郎ランド」は、第1作目『桃太郎電鉄』の50億円に対して、『2010』『タッグマッチ』では10兆円（2000倍）となっており、ハドソン吸収合併後に発売された『2017』『令和』においても同額となっている。

## 制作の背景
さくまと堀井雄二で新しいゲーム話をしていた際に「双六をベースにしたゲームが作りたい」という話題になった。さらにさくまが心から尊敬していたという堤義明（当時西武グループ会長）の「リゾートを買い取り、そのための鉄道を通す」という理論を加え考えついたゲームが『桃太郎電鉄』であり、堀井が考えついたのが『いただきストリート』である。『桃太郎電鉄』は当初、桃太郎とは関係ないゲームとして開発されたが、実際に作品名などを決めるにあたりすでにファミリーコンピュータ用ソフトとしてヒットしていた『桃太郎伝説』をもじって桃太郎“電鉄”とし、桃太郎などを登場させるに至った。
ゲームバランスの基本は、おおよそ実力7割・運3割を想定しており、実力の高い相手に対しても、ラッキーが転がり込んだときにチャンスを活かし切ることで勝てる可能性を持たせている。その根底として参考にしているのは、麻雀である。
舞台は基本的に日本全国であり、一部の作品や特別モードなどの例外を除けばマップの構造はあまり変わっておらず、しかしながら日本全国の交通網（タイトル通り基本は鉄道網）をベースにしているため、マップが非常に広く、作品にもよるが端から端までのマス数は60-100マス程度に及ぶ。世界観としては「豊かな日本への開発・発展への寄与のために日本中を鉄道で回って物件を買い集める」というものであり、こうした発想の源は、さくまが鉄道の駅の隣で生まれ育った影響と、町おこしをしたかったことである。なお、シリーズに登場する食品物件はさくまが取材して実際に食べたものを下地に制作されている。また、物件の選定について、本ゲームシリーズの製作に携わっている桝田省治は長期間にわたって現存している施設や企業を中心に選んでおり、ショッピングモールなどといった、一過性の高い施設や企業については選定されないケースが多いことを述べている。
物件が購入できない駅もあるが、例えば持ち金が減る「マイナス駅」は、さくまが実際に行って印象の悪かった、もしくは移動が苦労した駅である。また、全国編における航路の日本海ルートは「冬の日本海の厳しさ」を、『12（西）』の高速道路は「有料である」ことを、航路全般には「元々フェリーは車を乗せて走る船を指し、格別に速い乗り物ではない」「北海道は雪が多く移動が大変」なことを理由に、マイナス駅を多く設置してある。
作中で登場する風景画はアートワーク担当の土居孝幸が取材で見た景色を参考に制作している。ただ、きれいな景色だけを描くのは苦手なので、月初めのカレンダーイラストや『V』の都市カードなどの一枚絵には、早稲田大学漫画研究会に所属していた時に描いていた、一コマ漫画のような遊びを入れているという。キャラクターに関して、担当の土居によると、ファミコンの頃は色鉛筆で色指定をしていた。パソコンが使えるようになってからは、下書きにペン入れをしたものをパソコンにスキャンし、Adobe Photoshopで着色をしているという。また、登場キャラクターは土居の知人がモデルとなっていることが多い。『11』以降は地形やキャラクターのCG描写手法やUIのデザインなどが統一された他、ストリーミング音源が使用されているタイトルでは各作曲家の制作した音源のままゲーム中で再生されるようになった。但しCG描写手法やUIデザインに関してはKDEより発売の『令和』で変更されている。
なお、さくまは作品のテストプレイに関してお笑い芸人の方にやってもらうのが弁が立つから最適としていて、大阪のテレビ局の一室を借り、出入り自由にして作品のテストプレイをしてもらったことがある。その際によくテストプレイ部屋に出入りしていたことから陣内智則をCMに起用したという。またゲームを有利に進めるためおよび他者を妨害するための要素として「カード」があるが、以下のように芸人らのテストプレイ時など、開発スタッフではない人たちに影響されて生まれたものもある。
- 『III』『DX』に登場する「ちばばカード」の由来は、制作スタッフの千葉がプレイ時に名前入力で間違えてボタンを連打してしまい「ちばばば」になってしまったエピソードから[注 13]。効果がぶっとび系カードであることも、千葉が「ぶっとびカード」を好むのが理由。『DX』ではぶっとび時にヘリコプターではなくふんどし姿の千葉になる。また、キャラクターデザインを手掛ける土居孝幸による千葉を主人公とした4コマ漫画「ちばばの法則」「ちばばの法則2」がそれぞれKKベストセラーズから発行された「スーパー桃太郎電鉄III 究極本」「スーパー桃太郎電鉄DX 究極本」に掲載されている。
- 『ファミリーコンピュータMagazine』で、『III』のウソ技として「銀河鉄道に行ける」という物が掲載され、これを見たさくまがウソ技を忠実に再現して『DX』以降で採用されたのが「銀河鉄道カード」である。
- 数ターン以内に処分しないと莫大な損害をもたらす「とりかえしカード」はバッファロー吾郎の木村明浩がテストプレイで手持ちカードを覚えられないことから生まれた。
- 1位以外のプレイヤーが持っていると、毎月お金が増える「虎視眈々カード」は、「桃の陣!」のトークコーナー中に、桃鉄を知らないスピードワゴンの井戸田潤の発言によって生まれた[14]。

### その他背景
- 『桃太郎電鉄』のルーツはさくまが手がけ、その後お蔵入りしたゲーム『日本一周トラブルトレイン』。
- 「桃太郎電鉄」というタイトルは発売にあたり正式タイトルを会議していたとき、さくまが「『桃太郎電鉄』なんて駄目だよな」とつぶやいた所、スタッフがそのタイトルに賛同し決定した。このとき没になったタイトル「すちゃらかトレイン」はサブタイトルとしてパッケージに書かれているほか、『HAPPY』でリメイク版初代テーマ曲名として登場する。
- 桃太郎電鉄シリーズは『HAPPY』で終了する予定だったため、"HAPPY END"に由来する「桃太郎電鉄HAPPY」というタイトルが付けられたが、シリーズ終了は撤回された（一部では、今度は『15』で終了なのではないかという逸話も存在した）。しかし『16』の発売が公式に予定され、この話もなかったことにされている。
- メカボンビーRXのデザインは、漫画家の鳥山明が担当。
- 『V』で初登場したペペペマンは、キャラデザ・イラスト担当の土居がペプシマンを言い間違えたところから誕生した[12]。
- 作風は歴史小説家の司馬遼太郎の影響を強く受けており、全体的に司馬遼太郎にちなんだ雰囲気が出たかどうかを指標としている[15]。
- シリーズ第1作を完成させた時、音楽担当の関口が、「みんな、お金儲けもいいけど、桃太郎みたいな、純粋な気持ちも忘れないでね」と言った。その言葉を気に入ったさくまは、エンディングに入れようとしたが、入らなかった。
- 『初代』からの伝統として、隠しイベントとして「女湯」を覗くことができる。しかしCEROレーティングのA指定ゲームであるため2000年頃を境にお色気要素は自粛されることになった[16]。この女湯イベントは、他社作品でさくまが製作を担当したボードゲーム（『怪物パラ☆ダイス』『さくま式人生ゲーム』『お仕事式人生ゲーム めざせ職業王』）にも受け継がれている。
- 大河ドラマや歴史ヒーローのイベントが登場している背景には、さくまが大河ドラマファンであることが大きい。

### シリーズの一旦終了に至る経緯
Wiiで2011年冬発売予定だった『桃太郎電鉄2012（仮）』は同年3月11日に発生した東日本大震災の三陸沖の被災者に配慮して制作中止したことをさくま自身の日記で公表された。さくまは、「被災地に物件がないのは悲しすぎるし、何事もなかったようにいままでの物件が堂々と登場するのも変だ」と書かれており、新作は東北が復興し始めてから再開する予定。それによって新作としては復興後の東北をマップにした『東北復興編』を作りたい意向を示していた。
第1作目以降、1年から数年毎にさまざまなハードで新作が発売されてきたシリーズであったが、2012年2月1日配信の携帯アプリ『桃太郎電鉄TOKAI』をもって新作の開発が終了となり、23年余りの長寿シリーズに幕を下ろした。この際、さくまは、ハドソンがコナミの完全子会社となったことで、『11』以降制作を手掛けてきた開発チーム「Team Kawada」のスタッフが退社したことや、ハドソンを吸収合併したKDE-Jに在籍する社員との間に発生したトラブルにより、新作を作るつもりがないとコメントしている。
一旦幕引きの図られたシリーズではあったが、同年7月26日にタカラトミーアーツからボードゲーム『桃太郎電鉄ボードゲーム『大どんでん返しの巻』』がさくま監修のもと制作され、発売された。さくまが「原点である子供から大人まで気軽に楽しめるボードゲームを作りたかった」という想いをタカラトミーアーツが汲むという形で実現したものである。日本編と世界編の2種類が収録され、ルールはボードゲーム向けにブラッシュアップされている。プレイ可能人数は2-6人。
2015年6月2日、さくまが正式にシリーズの終了をTwitterで一旦宣言した。この中では、さくまの提案に対し、コナミから何の連絡も無かったことが明かされている。これに対し、コナミ側はさくまと話し合いを続けているとしてシリーズ継続の意向を示した。また、これらの発言に伴い、以前に構想していると語っていた『東北復興編』がすでに完成していることが明らかにされた。
なお、2015年3月にユビキタスエンターテイメントからスマートフォン用アプリで配信されている「フルーツトラベラーズ」は本シリーズのシステムを受け継いだ作品でキャラデザインは土居が担当している。フルーツがテーマの作品上、本シリーズでは一度も物件駅にはならなかったが果物生産地として栄えた土地が物件マスとして登場し、スタート地点は大田市場となっている。同作には本シリーズにシナリオ協力などで関わっている井沢も制作に関わっている。

### シリーズ再始動
桃太郎電鉄2017 たちあがれ日本!!
その後、2016年9月1日に映像配信された「Nintendo Direct」内で、ニンテンドー3DS用ソフト『桃太郎電鉄2017 たちあがれ日本!!』が任天堂から発売予定であることが発表された。およそ4年ぶりにシリーズが復活することとなり、2016年12月22日に発売された。
開発は「Team Kawada」のスタッフが在籍していたヴァルハラゲームスタジオが担当し、初期3作品以来不在であった桝田省治も参加した。なお、「時代に合わせて」という目的で、桃太郎と貧乏神を除き、キャラクターデザインが変更され、その大半が、土居からさくまの友人（北見隆、田森庸介、こいでたく、えびなみつる、大川清介、万乗大智、一本木蛮、なごやあきら）が作成したものに変更されている。
桃太郎電鉄 〜昭和 平成 令和も定番!〜
2019年9月5日に映像配信された「Nintendo Direct」内で、Nintendo Switch用ソフト『桃太郎電鉄 〜昭和 平成 令和も定番!〜』が2020年に発売予定であることが発表された。今作では再度発売元が変更され、ハドソンを吸収合併したKDE-Jとなり、桃太郎電鉄シリーズが初めてKDE-Jからリリースされることとなった。
これはコナミの統括プロデューサーの岡村憲明が「僕の責任できちんと作れるスタッフや環境を整えますので、もう1回チャンスをいただけませんか」とさくまや桝田に伝え、さくまも入れ忘れた物件やイベントに関しての後悔の念があり、もう一度、悔いのない『桃鉄』を作りたいという思いがあったため、一旦様子を見る形で始動したものである。
キャラクターデザインについては土居が競合他社作品のキャラデザを昨今に担当したことから「（土居のキャラクターは）使えないし、お互いに気まずい」ものであるとし、直近で岡村が手掛けた『スーパーボンバーマン R』のキャラクターデザインを担当したことから竹浪秀行に変更となった。なお、同作にはゲストデザイナーとして川島明（麒麟）、万乗、田森、かすやたかひろ、ふるかわともこが前作より続投し、さらにビッグボンビーのデザイナーとしてありがひとしも参加している。
桝田はキャラクターデザインの変更については「以後シリーズを残していく上での判断である」とも説明している。「Team Kawada」の川田は2019年に株式会社MOMOを設立し、一部を受託開発している。
なお過去作品のリメイクに関してはハドソンが2010年9月の時点で『11』よりも前のプログラムを破棄していた関係上不可能になっているが、移植はPCエンジン miniに『II』のPCE版が収録される形で実現している。なお同作はシリーズの過去作品がエミュレーションにより移植された初の例である。後に『SUPER』のFC版も『令和』の早期購入特典としてダウンロードコードが付属する形で移植が実現している。『SUPER』『II』のいずれの場合もエムツーが移植開発を担当している。

## シリーズ作品

### 家庭用ゲーム機向けタイトル
| 1988 | 桃太郎電鉄 |
| 1989 | スーパー桃太郎電鉄（PCE版） |
| 1990 | |
| 1991 | スーパー桃太郎電鉄（GB版） |
| 1991 | スーパー桃太郎電鉄II（PCE版） |
| 1992 | スーパー桃太郎電鉄（FC版） |
| 1992 | スーパー桃太郎電鉄II（SFC版） |
| 1993 | |
| 1994 | スーパー桃太郎電鉄II（GB版） |
| 1994 | スーパー桃太郎電鉄III（SFC版） |
| 1995 | スーパー桃太郎電鉄DX |
| 1995 | スーパー桃太郎電鉄III（GG版） |
| 1996 | 桃太郎電鉄HAPPY |
| 1997 | 桃太郎道中記 |
| 1997 | 桃太郎電鉄7 |
| 1998 | 桃太郎電鉄jr. 〜全国ラーメンめぐりの巻〜 |
| 1999 | 桃太郎電鉄V |
| 2000 | |
| 2001 | 桃太郎電鉄X 〜九州編もあるばい〜 |
| 2002 | 桃太郎電鉄11 ブラックボンビー出現!の巻 |
| 2003 | 桃太郎電鉄12 西日本編もありまっせー! |
| 2004 | 桃太郎電鉄USA |
| 2005 | 桃太郎電鉄TOKYO |
| 2005 | 桃太郎電鉄G ゴールド・デッキを作れ! |
| 2005 | 桃太郎電鉄JAPAN |
| 2005 | 桃太郎電鉄15 五大ボンビー登場!の巻 |
| 2006 | 桃太郎電鉄WORLD |
| 2006 | 桃太郎電鉄CHUBU |
| 2006 | 桃太郎電鉄16 北海道大移動の巻!（PS2版） |
| 2007 | 桃太郎電鉄JAPAN豪華版 |
| 2007 | 桃太郎電鉄DS TOKYO&JAPAN |
| 2007 | 桃太郎電鉄KANTO |
| 2007 | 桃太郎電鉄WORLD豪華版 |
| 2007 | 桃太郎電鉄TOHOKU |
| 2007 | 桃太郎電鉄16 北海道大移動の巻!（Wii・Xbox 360版） |
| 2008 | 桃太郎電鉄HOKKAIDO |
| 2008 | 桃太郎電鉄20周年 |
| 2009 | 桃太郎電鉄KYUSHU |
| 2009 | 桃太郎電鉄WORLD遠距離対戦版 |
| 2009 | 桃太郎電鉄SETOCHI |
| 2009 | 桃太郎電鉄2010 戦国・維新のヒーロー大集合!の巻 |
| 2010 | 桃太郎電鉄KINKI |
| 2010 | 桃太郎電鉄タッグマッチ 友情・努力・勝利の巻! |
| 2010 | 桃太郎電鉄AOMORI |
| 2010 | 桃太郎電鉄WORLD |
| 2010 | 桃太郎電鉄Lite |
| 2011 | 桃太郎電鉄JAPAN+ |
| 2011 | 桃太郎電鉄SHIZUOKA |
| 2012 | 桃太郎電鉄TOKAI |
| 2013 | |
| 2014 | |
| 2015 | |
| 2016 | 桃太郎電鉄2017 たちあがれ日本!! |
| 2017 | |
| 2018 | |
| 2019 | |
| 2020 | 桃太郎電鉄 〜昭和 平成 令和も定番!〜 |
| 2021 | |
| 2022 | |
| 2023 | 桃太郎電鉄ワールド 〜地球は希望でまわってる!〜 |
| 2024 | |
| 2025 | 桃太郎電鉄2 ～あなたの町も きっとある～ 東日本編+西日本編（予定） 桃太郎電鉄2 ～あなたの町も きっとある～ Nintendo Switch 2 Edition 東日本編+西日本編（予定） |

廉価版については表記していない。媒体は以下のとおりである。
- カートリッジ - FC版・GB版・SFC版・GG版・GBA版・DS版・3DS版・Switch版
- HuCARD - PCE版
- CD-ROM - PS版・PS2版
- 光ディスク - GC版・Wii版
- DVD-ROM - Xbox 360版
- ユニバーサル・メディア・ディスク - PSP版

#### ハドソンより発売の家庭用ゲーム機向けタイトル
| タイトル                                       | 発売日                                                        | ハード                                         | 売上本数 |
| ---------------------------------------------- | ------------------------------------------------------------- | ---------------------------------------------- | -------- |
| 桃太郎電鉄                                     | 1988年12月2日                                                 | ファミリーコンピュータ                         | 不明     |
| スーパー桃太郎電鉄                             | PCE：1989年9月15日 GB：1991年3月8日 FC：1992年3月20日         | PCエンジン ゲームボーイ ファミリーコンピュータ | 不明     |
| スーパー桃太郎電鉄II                           | PCE：1991年12月20日 SFC：1992年8月7日 GB：1994年2月18日       | PCエンジン スーパーファミコン ゲームボーイ     | 不明     |
| スーパー桃太郎電鉄III                          | SFC：1994年12月9日 GG：1995年12月15日                         | スーパーファミコン ゲームギア                  | 100万本  |
| スーパー桃太郎電鉄DX                           | 1995年12月8日                                                 | スーパーファミコン                             | 32万本   |
| 桃太郎電鉄HAPPY                                | 1996年12月6日                                                 | スーパーファミコン                             | 23万本   |
| 桃太郎道中記                                   | 1997年9月25日                                                 | セガサターン                                   | 不明     |
| 桃太郎電鉄7                                    | 1997年12月23日                                                | PlayStation                                    | 100万本  |
| 桃太郎電鉄jr. 〜全国ラーメンめぐりの巻〜       | 1998年7月31日                                                 | ゲームボーイ                                   | 1万本    |
| 桃太郎電鉄V                                    | 1999年12月16日                                                | PlayStation                                    | 45万本   |
| 桃太郎電鉄X 〜九州編もあるばい〜               | 2001年12月13日                                                | PlayStation 2                                  | 50万本   |
| 桃太郎電鉄11 ブラックボンビー出現!の巻         | 2002年12月5日                                                 | PlayStation 2 ニンテンドー ゲームキューブ      | 53万本   |
| 桃太郎電鉄12 西日本編もありまっせー!           | 2003年12月11日                                                | PlayStation 2 ニンテンドー ゲームキューブ      | 44万本   |
| 桃太郎電鉄USA                                  | 2004年11月18日                                                | PlayStation 2                                  | 35万本   |
| 桃太郎電鉄G ゴールド・デッキを作れ!            | 2005年6月30日                                                 | ゲームボーイアドバンス                         | 4万本    |
| 桃太郎電鉄15 五大ボンビー登場!の巻             | 2005年12月8日                                                 | PlayStation 2                                  | 37万本   |
| 桃太郎電鉄16 北海道大移動の巻!                 | PS2：2006年12月7日 Wii：2007年7月19日 Xbox 360：2007年12月6日 | PlayStation 2 Wii Xbox 360                     | 34万本   |
| 桃太郎電鉄DS TOKYO&JAPAN                       | 2007年4月26日                                                 | ニンテンドーDS                                 | 36万本   |
| 桃太郎電鉄20周年                               | 2008年12月18日                                                | ニンテンドーDS                                 | 36万本   |
| 桃太郎電鉄2010 戦国・維新のヒーロー大集合!の巻 | 2009年11月26日                                                | Wii                                            | 39万本   |
| 桃太郎電鉄タッグマッチ 友情・努力・勝利の巻!   | 2010年7月15日                                                 | PlayStation Portable                           | 8万本    |
| 桃太郎電鉄WORLD                                | 2010年12月2日                                                 | ニンテンドーDS                                 | 18万本   |

##### 任天堂より発売の家庭用ゲーム機向けタイトル
| タイトル                        | 発売日         | ハード          | 売上本数   |
| ------------------------------- | -------------- | --------------- | ---------- |
| 桃太郎電鉄2017 たちあがれ日本!! | 2016年12月22日 | ニンテンドー3DS | 42万2834本 |

##### KDEより発売の家庭用ゲーム機向けタイトル
| タイトル                                                                            | 発売日             | ハード            | 売上本数 |
| ----------------------------------------------------------------------------------- | ------------------ | ----------------- | -------- |
| 桃太郎電鉄 〜昭和 平成 令和も定番!〜                                                | 2020年11月19日     | Nintendo Switch   | 400万本  |
| 桃太郎電鉄ワールド 〜地球は希望でまわってる!〜                                      | 2023年11月16日     | Nintendo Switch   | 150万本  |
| 桃太郎電鉄2 ～あなたの町も きっとある～ 東日本編+西日本編                           | 2025年11月13日予定 | Nintendo Switch   |          |
| 桃太郎電鉄2 ～あなたの町も きっとある～ Nintendo Switch 2 Edition 東日本編+西日本編 | 2025年11月13日予定 | Nintendo Switch 2 |          |

### 携帯向けタイトル
2005年以降、携帯電話のアプリで遊べる桃太郎電鉄がハドソンから配信されている。いずれのアプリも毎月1日のバージョンアップで、スリの銀次のイラストが変わるなど携帯アプリ版ならではの要素がある。なお、ナンバリングとしては上記の桃太郎電鉄シリーズには含まれない（ただし、桃太郎シリーズ通算のナンバリングには含まれている）。いずれの作品もゲーム監督はさくまあきら、キャラクターデザインは土居孝幸、音楽は関口和之と池毅が手掛けている。
携帯アプリ版桃太郎電鉄のサイトの会員数は、2006年4月12日に15万人に達した。

#### 携帯アプリ版シリーズの特徴
- プレイ年数は1年、3年、5年、10年、20年から選択（『KINKI』『TOKAI』は最大30年で20年プレイはできない）。
- 人数は、人間プレイヤーにCOMキャラ2人を加えた3人プレイのみ。
- カードを持てる枚数は、急行系・便利系で区別されず合計8枚まで。この仕様は『DS』（『TOKYO』と『JAPAN』の移植）及びその仕様を引き継いだ家庭用作品（DS・3DS向けタイトル、『令和』）でも取られている。
- 月初めのカレンダー表示が簡易表示のみになっている。この仕様は『DS』（『TOKYO』と『JAPAN』の移植）及びその仕様を引き継いだ家庭用作品（DS・3DS向けタイトル、『令和』）でも取られている。
- 物件の増資は出来ない（家庭用向け作品も『DS』以降増資は廃止された）。
- 「銀河鉄道」や「ボンビラス星」などの地球外のマップは登場しない。
- ソフトの容量に限りがあるため、登場するキャラクターやカード、使用されているBGMの数はメインシリーズより少ない。
- 季節が変化してもマップの色が変わらないため、移動中にも季節が分かるよう常に何月なのかが表示される。
  - 豪華版、『AOMORI』以降、『JAPAN+』は季節ごとにマップの色が変わる。『HOKKAIDO』では峠マスが通行止めの間だけマップの色が白くなる。
- iモード、EZweb、Y!ケータイ共に月額315円の会員登録をすることで、公開されているすべての桃太郎電鉄アプリが遊べる。

桃太郎電鉄TOKYO
NTTドコモ：iアプリ版（2005年2月7日配信開始）
au：EZアプリBREW版（2006年1月26日配信開始）
ソフトバンクモバイル：S!アプリ版（2007年4月2日配信開始）
- 舞台は首都圏。六本木、川崎、大宮など地方編ならではの駅が登場。
- 2006年11月のバージョンアップで、全体図が見られるように変更された。
- au・ソフトバンク版のみマップ右上（北東部）に野田、柏の物件駅が追加されている。
- ドコモ版のみ、溜池山王の物件駅が存在する（NTTドコモの本社所在地）。またau版では新宿にKDDI、ソフトバンク版では汐留にソフトバンクが物件として登場する（両社の本社・本店所在地）。

桃太郎電鉄JAPAN
NTTドコモ：iアプリ版（2005年11月1日配信開始）
au：EZアプリBREW版（2006年8月10日配信開始）
ソフトバンクモバイル：S!アプリ版（2007年4月2日配信開始）
- 舞台は日本全国だが、メインシリーズとはマップがかなり異なる。この時点でのメインシリーズに登場したことのない、群馬県の駅（高崎・草津）などシリーズ初登場の物件駅が多数ある。逆にメインシリーズにはあるが本作には登場していない物件駅もある。
- ルートは鉄道と航路。空路および海外の物件は登場しない。
- 携帯版桃太郎電鉄シリーズで、初めて全体図が見られるようになる。

桃太郎電鉄JAPAN豪華版
NTTドコモ：903i向けメガゲーム版（2007年1月4日配信開始）
au：EZアプリBREW版（2008年4月1日配信開始）
- 携帯版シリーズとしては初めて、季節に応じてマップの色が変わるようになった。

iPhone / iPod touch用アプリとして『桃太郎電鉄JAPAN+』も配信された。『+』では以下の新機能や新要素が追加されている。
- グラフィックやサウンドがスマートフォン向けに強化されている。
- 3人までの対人プレイが可能（1台のiPhoneを共有）。
- Game Centerに対応（ランキング、アチーブメント）。

桃太郎電鉄WORLD
NTTドコモ：iアプリ版（2006年4月1日配信開始）
au：EZアプリBREW版（2007年2月1日配信開始）
ソフトバンクモバイル：S!アプリ版（2007年9月3日配信開始）
- 桃太郎電鉄シリーズ初となる世界編。日本をはじめアメリカやフランス、インド、ブラジルなど、世界中の国や都市が舞台となっている。ただし南極大陸は登場しない。
- 2010年12月2日に発売された、同名のニンテンドーDSソフト『WORLD』も同様に世界を舞台にしているが、まったくの別作品である。
- ルートは鉄道と空路。航路は登場しない。
- 物件のジャンルはメインシリーズに登場する6種に加え、「鉱業」が追加されている。
- 全体図ではプレイヤー同士の位置関係だけでなく、路線も見られるようになる。

桃太郎電鉄WORLD豪華版
NTTドコモ：iアプリ版（2007年7月1日配信開始）
桃太郎電鉄WORLD遠距離対戦版
NTTドコモ：iアプリ版（2009年8月3日配信開始）

桃太郎電鉄CHUBU
NTTドコモ：iアプリ版（2006年11月1日配信開始）
au：EZアプリBREW版（2007年9月6日配信開始）
ソフトバンクモバイル：S!アプリ版（2007年9月3日配信開始）
- 舞台は中部地方。『X（九州）』や『12（西）』などと同じ地方編シリーズである。スタート地点は名古屋駅。
- ルートは鉄道と航路。高速道路や空路は登場しない。
- 本アプリ以降、メインシリーズ『DS』で登場した「歴史ヒーロー」システムがある。

桃太郎電鉄KANTO
NTTドコモ：iアプリ版（2007年5月1日配信開始）
au：EZアプリBREW版（2008年2月1日配信開始）
ソフトバンクモバイル：S!アプリ版（2008年2月1日配信開始）
- 舞台は関東地方。前作『CHUBU』に続く地方編シリーズ。スタート地点は東京駅。
- 『JAPAN』とメインシリーズ『DS（JAPAN）』以外では登場したことのなかった群馬県の物件が、特に数多く登場する。
- ルートは鉄道と航路。高速道路や空路は登場しない。

桃太郎電鉄TOHOKU
NTTドコモ：iアプリ版（2007年11月1日配信開始）
au：EZアプリBREW版（2008年9月4日配信開始）
ソフトバンクモバイル：S!アプリ版
- 舞台は東北地方。スタート地点は仙台駅。

桃太郎電鉄HOKKAIDO
NTTドコモ：iアプリ版（2008年6月1日配信開始）
au：EZアプリBREW版（2009年2月12日配信開始）
ソフトバンクモバイル：S!アプリ版
- 舞台は北海道（北方領土を除く）。スタート地点は札幌駅。

桃太郎電鉄KYUSHU
NTTドコモ：iアプリ版（2009年2月1日配信開始）
au：EZアプリBREW版（2009年9月3日配信開始）
- 舞台は九州・沖縄地方。スタート地点は熊本駅。
- 博多駅がなく、福岡駅という架空の駅になっている（福岡市には、私鉄の駅として西鉄福岡（天神）駅がある）。

桃太郎電鉄SETOUCHI
NTTドコモ：iアプリ版（2009年9月1日配信開始）
au：EZアプリBREW版（2010年2月1日配信開始）
- 舞台は中国・四国地方。スタート地点は岡山駅。

桃太郎電鉄KINKI
NTTドコモ：iアプリ版（2010年3月1日配信開始）
ソフトバンクモバイル：Sアプリ版（2010年8月2日配信開始）
au：EZアプリBREW版（2010年9月3日配信開始）
- 舞台は近畿地方。スタート地点は京都駅。
- 大阪駅が登場せず、梅田駅と北新地駅が登場する。

桃太郎電鉄AOMORI
NTTドコモ：iアプリ版（2010年11月1日配信開始）
ソフトバンクモバイル：Sアプリ版（2011年2月1日配信開始）
au：EZアプリBREW版（2011年4月22日配信開始）
- 舞台は青森県。スタート地点は青森駅。
- 最大プレイ年数が再び20年となった。

桃太郎電鉄SHIZUOKA
NTTドコモ：iアプリ版（2011年5月1日配信開始）
ソフトバンクモバイル：Sアプリ版（2011年8月1日配信開始）
au：EZアプリBREW版（2011年10月27日配信開始）
- 舞台は静岡県。スタート地点は静岡駅。

桃太郎電鉄TOKAI
NTTドコモ：iアプリ版（2012年2月1日配信開始）
ソフトバンクモバイル：Sアプリ版（2012年3月1日配信開始）
au：EZアプリBREW版（2012年4月5日配信開始）
- 舞台は愛知県、岐阜県、三重県。スタート地点は名古屋駅。
- 『KINKI』と同様に最大プレイ年数が30年になっており、20年プレイはできない。

また、ハドソンの携帯サイト以外でも以下の作品がリリースされている。
桃太郎電鉄Lite
2010年12月16日にGREEで無料配信開始された。ゲームの内容は『桃太郎電鉄JAPAN』と同じで、プレイ年数は3年固定。
桃太郎電鉄JAPAN+
2011年2月17日にiPhone / iPod touch版として配信開始（App Storeでのリリース）。1年モードのみ無料、アドオン（有料）で3年モード以上のプレイが可能となる。

### ボードゲーム一覧
タカラトミーアーツから発売。
桃太郎電鉄ボードゲーム『大どんでん返しの巻』
2012年7月26日発売。日本編と世界編を収録。現行の基本的なルールをベースに、ボードゲームのサイズにスケールを落とし込んだ作品。キャラクターデザインはゲームと同様、土居孝幸が担当している。
桃太郎電鉄 ～昭和 平成 令和も定番！～ ボードゲーム
2021年10月発売。上記作のリメイク。キャラクターデザインが土居の手掛けたものから、前年発売のソフト『桃太郎電鉄 〜昭和 平成 令和も定番!〜』で使用されたものに変更されている。上記作と異なり、日本編のみが収録されており、世界編は収録されていない。

## 基本ルール

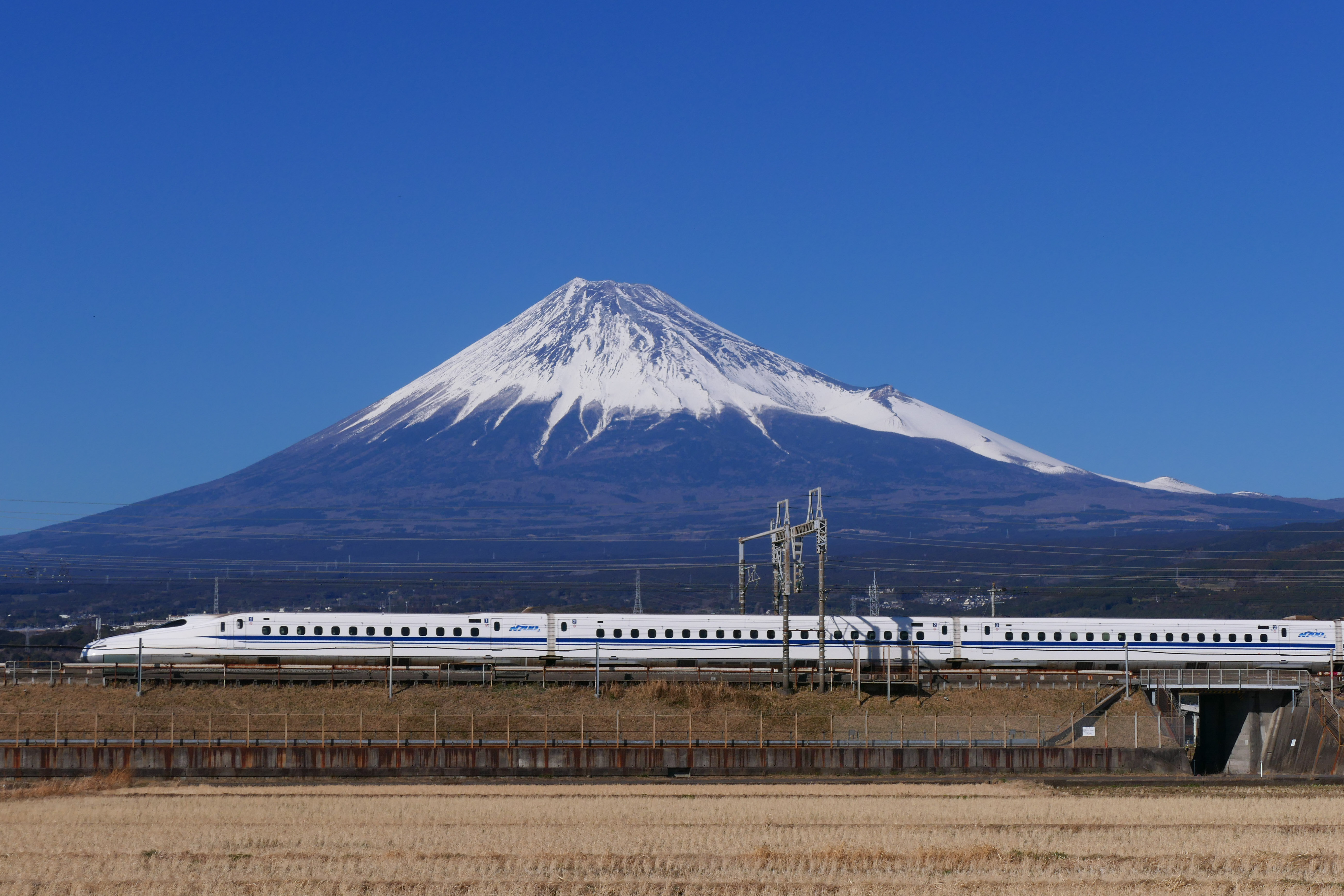
決算画面のイメージ

第1作目『桃太郎電鉄』（以下『初代』）のみ大幅にルールが異なるため、ここでは第2作目『スーパー桃太郎電鉄』（以下『SUPER』）以降の基本ルールを説明する。はじめにプレイ人数・年数やターンの順番などのルール設定をおこなう。プレイ人数は合計2-4人（一部の作品では最大人数が3 - 5人）で、人数が足りなければコンピュータに代行してもらうことも可能。なお、コマとして使う汽車（電車のものもある）の色は1Pは青、2Pは赤、3Pは黄、4Pは緑、5Pは紫。設定後、最初にめざす「目的地」がルーレットで決定され、ゲームスタートとなる。プレイヤーは電鉄会社の社長となり、目的地を目指しながら日本全国をまわり「物件」を購入しながら収益を上げ、総資産で勝敗が決まる。
ゲームの流れ
最初に目的地の駅がルーレットで決められる。プレイヤーは順番にサイコロを振り、出た目の数だけ汽車を進め、駅に停車しつつ目的地を目指す。ルート上であれば、どの方向に進むのもプレイヤーの自由。乗り物は汽車のほか、作品によっては電車、銀河鉄道、フェリー、クルーザー、外輪船、飛行機、スペースシャトル、月面車、幌馬車、潜水艦、超高速船、プロペラ機、双発プロペラ機、ジェット機、音速機、超音速機、ライトニング機などが登場する。
駅は移動後止まった駅に応じて持ち金が増減する・カードが貰える・物件が買える、別の場所に移動する駅、陸路と航路・空路などを結ぶものなどがある。
プレイヤー全員の行動が終わると1か月が経過となり次の月に移る。本シリーズでの1年は4月から始まり、3月までの12ターンとなっており、3月終了時には「決算」となり、物件の収益金や途中経過の発表が行われる。
第9作目の『V』までは4月 - 2月の11ターンで1年とされ、3月自体が「決算・中間発表」のために存在していた（3月はターンとして数えない）。
物件
物件駅に止まると、駅ごとにあらかじめ用意された「物件」を購入できる。本シリーズでの物件とは、商店や工場・田畑など、日本各地の産業を総合したもので、作品にもよるが「食品」「観光」「水産」「商業」「工業」「農林」の6つの業種に分類されることが多い。長野オリンピックや愛・地球博など時事的なものも作品により扱われている。また『DX』以降の一部の作品には「娯楽」「チェーン」「鉱業」「美術」「製造」「医療」が登場している。
それぞれ価格が異なり、基本的に物件の資産額と同額を支払えば購入できる。つまり、持ち金1000万円の状態で、1000万円の物件を買うと、「持ち金0円・物件資産1000万円」となり、総資産は1000万円のまま変化しない。ここで言う購入とは、「物件の所有権を購入している」ものであり、すでに他人が購入している物件は、通常は買うことができないほか、手持ちの物件は自由に売ったり処分することができない。
ただし、持ち金がマイナス（借金）になると、その場で持っている物件を売り、借金を返済しなければならない。売却額は、物件資産額の半分（増資をした場合は増資分を含めた総額の半分）。売れる物件がひとつもない場合は借金がそのまま残ってしまうが、本シリーズにはゲームオーバーという概念がないため、どれだけ借金を抱えてもゲームを進行することはできる。また災害・妨害キャラクターなどによって手放すことになる場合がある。
物件を持っていると1年終了後の決算時に、持っている物件のすべての収益が持ち金にまとめて加算される。収益額は、「物件価格×物件ごとの収益率」になっている。たとえば、「1000万円・収益率50%」の物件を持っていた場合、毎年の決算での収益は「1000万円・収益率50%=500万円」になる。物件1件ごとに収益率が異なるため、決算ではそれぞれの収益率に応じた収益が入ってくる。中には、収益率がマイナスの物件もあり、毎年の決算ごとに損失を出してしまう（代わりに特別な収益イベントなどがある）。なお、1つの駅の物件をすべて自分の物にすると「独占」となり、その駅の物件の決算で得られる収益が2倍となる（収益率マイナスの物件は損失が半減する）。
『II』 - 『16』は、物件を「増資」して、強化することができる。方法は「すでに自分が購入した物件をもう1度買う」こと。増資に必要な金額は、物件のもともとの価格。物件を手放した場合はそれまでの増資は全て無効となる。
カード
サイコロを振るかわりにカードを使用することで、通常より早く進めたり、他のプレイヤーにさまざまな攻撃を仕掛けたりすることができる。カードを持っていれば自分の番で使用することができる。ただし、カードを使用したターンは、基本的に通常のサイコロを振っての移動ができずにターン終了となるが、作品によっては使用してもターンが終了しないカードもある。また、特定の駅に停まった時に使えるカードや、持っているだけで効果のあるカードなども存在する。資産には計上されない。
入手方法は、黄マスで拾ったり、カード売場駅で購入したり、イベントで手に入れる。物件とは異なり、所有権ではなく「カードそのもの」を手に入れたり手放すものである。したがって、処分したカードを誰かが拾うなどは不可能であり、逆に言えば用意されているカードの総数に制限はない。

目的地
目的地の駅に最初にぴったり到着したプレイヤーには多額の援助金が与えられ、これが資産を増やす大きな足がかりとなるため、必然的に到着を目指して争奪戦が起こるようになっている。また、最も目的地から離れていた人には「貧乏神」がとりついてしまう。なお、ここでいう「最も目的地から離れていた人」とは、目的地からの最短でのマス数が1番遠いプレイヤーのことで、直線距離ではない。最後に次の目的地がルーレットで設定され、再び目的地を目指して進むことになる。
貧乏神
貧乏神にとりつかれた状態でターンを終了すると、貧乏神がプレイヤーに対して、不利益をもたらすさまざまな悪行をする。他のプレイヤーと重なるもしくはすれ違うとその場で相手に貧乏神を擦り付けることができる。逆に、貧乏神を連れているプレイヤーのマスを通過すると自分に貧乏神がとりついてしまう。
一方的に不利な行為ばかりというわけでもなく、勝手に買ってきたカードが有用なものだったり、運が良ければ臨時収入が得られたり、良い悪い両面含めてゲームをかき回す存在となっている。とはいえ、とりつかれている時間が長いほど不利になるのには変わりないため、安定的に資産を増やすためにはいかに貧乏神を避けるかが重要となっている。
災害
ゲーム中ランダムで災害が発生し、対象都市の物件を持っていると被害額を支払うことになるが、基本的に物件の所有権自体が消滅することはない。
作品によって登場する災害は異なるが、噴火や台風、大雪、津波、凶作、大停電、熱波、ツイスター、山火事、集中豪雨、大地震、火山性地震、イナゴの大群、干ばつがある。
ゲーム終了
設定した年数だけプレイを繰り返すとゲーム終了となり、その時点での「総資産」が一番多かった人の勝ちとなる。総資産とは、持ち金と所持物件の総価格、最後の年の収益金を合計した額である。
三賞
ゲーム終了時に以下の物件を一番多く持っていたプレイヤーに対して与えられる賞の総称である。ゲーム終了年数に応じて賞金が贈られる。「食品王」「農林王」「工業王」「水産王」「娯楽王」がある。
『15』で廃止された。

### 桃太郎ランド
シリーズ通してほとんどの作品にて岡山駅に登場する最高額物件。
架空の物件であり、ジャンルは「観光物件」。「ゴールドカード」「プラチナカード」などでの割引や、「クレジットカード」による分割払いや、「おいどん」や「歴史ヒーロー」の手助けによって入手することはできないため、購入するまでにはかなりの年数がかかる。購入特典の他にも、一部の損害系イベントで物件を処分させられる時に優先順位が後回しにされる特典があり、特別に優遇されたシンボル的存在と言える。
もともと、ゲーム進行の「最終目的」という狙いで登場させている物件であり、事実『初代』『X』では「桃太郎ランド」を購入すること自体を目的にしたモードが存在する。しかし本物件を購入したあとも規定年数までゲームを続けたいプレイヤーのために、収益率アップの特典を設けたとのことで、簡単には手放さないようにした仕様もこうした背景からくるものである。

## BGM・作曲担当
桃太郎電鉄シリーズのBGMは種類が非常に多く、1作品につき80曲から90曲近く収録されている。『11』以降のストリーミング音源が使用されているタイトルでは、各作曲家の制作した音源のままゲーム中で再生されている。
- 関口和之 - サザンオールスターズのメンバー（ベーシスト）。伝説・電鉄シリーズを通じ作曲を担当している。主に叙情的な曲、とぼけた曲を担当[47]。また、ゲーム中に登場するウクレレ職人や陶工は関口をモデルにしている。
  - 代表曲：『ピーチ・エクスプレス』（急行・特急・新幹線・のぞみカード使用時BGM）、『ビンボー・ゴット』（貧乏神BGM）、『悪夢のキングボンビー』（キングボンビーBGM）、『ウキウキ・ショッピング』（物件駅到着BGM）、『スプリング・ステップ』（『DX』〜決算BGM）、『喜びの到着』（『DX』〜目的地到着BGM）
- 宮路一昭 - 有限会社トーンズ代表。ギタリスト・音楽プロデューサー。『HAPPY』から『G』まで参加。主に、スピードに乗った曲を担当[47]。週刊少年ジャンプのツアーイベントでさくまと知り合い制作に参加[48]。第1作の『桃太郎電鉄』からシリーズをプレイし続けているという桃太郎電鉄シリーズのファン[48]。実家である「お菓子の菊水」は宮崎の物件「チーズまんじゅう屋」のモデルとなっている[49][50]。
  - 代表曲：『大好き!桃太郎電鉄』（『7』〜『V』タイトル曲）、『列車でGO!GO!レース』、『ザ・ボンビラス・スター』（『HAPPY』〜『V』ボンビラス星BGM）、『豪速球の星』（『HAPPY』〜『G』豪速球カードBGM）
- 池毅 - アニメの挿入歌の作曲などを手掛けている作曲家。『X』[注 6]から『2017』まで参加。主に、迫力満点で劇的な曲を担当[47]している他、参加作品におけるほとんどのゲストボンビーのBGMを手掛けている。ハドソンのゲーム『北へ。』シリーズの楽曲を手掛けたことが縁でシリーズに参加[51]。制作に参加するまでシリーズをプレイしたことがなかった[52]が、『桃太郎まつり 石川六衛門の巻』制作時に池が初めてシリーズ用に作曲した曲を聞いたさくまは「もう10年ぐらい桃太郎チームにいたような曲を書くので、みんなが舌を巻いた!」と評している[53]。プレイヤーがゲーム中何度聞いても飽きない音楽、自分自身が飽きない音楽を心掛けている[52]。
  - 代表曲：『それいけ!桃鉄』（『X』〜『2017』タイトル曲）、『サンデー・マーチ』（『X』〜『12』桃鉄公式戦・『G』桃鉄3年決戦BGM）、『桃鉄よ永遠なれ!』（『X』〜『2017』順位発表BGM）、『破壊のハリケーンボンビー』（『12』〜『WORLD』ハリケーンボンビーBGM・『2017』キングボンビー物件破壊モードBGM）、『絶好調よいつまでも』（『15』〜『2017』人間プレイヤー絶好調BGM）、『つかめ!八つの玉』（『20周年』〜『2017』八犬伝イベントBGM）
- 前山田健一 - 『令和』から参加。
  - 代表曲：『泣け!ナマハーゲン』（『令和』～）、『悪魔のデストロイ号』（『令和』～）、『世界旅行ボンビーどすえ～』（『ワールド』）
- 樹原孝之介 - 『令和』から参加。
  - 代表曲：『ボンビラス星/正解』（『令和』～）、『ボンビラス星/不正解』（『令和』～）

## 関連作品

### ゲーム
桃太郎道中記
1997年に発売されたセガサターン用ソフト。『スーパー桃太郎電鉄DX』をベースに作られている。キャラクターデザインは従来通り土居孝幸が担当しているが、さくまは開発に関わっていないため、桃太郎シリーズの通し番号に本作を入れていない。音楽はゴダイゴのメインボーカルを務めるタケカワユキヒデが担当した。桃太郎シリーズの家庭用作品で唯一、キャラクターに声が付いており、同作にしか登場しないイベントなどもある。
桃太郎電鉄 桃太郎ランド
飲食店に置かれているサプリバで遊べる桃太郎電鉄シリーズから派生したゲームである。日本全国の地理や雑学を題材にしたクイズゲームや、ショッカーO野が登場するミニゲームを遊ぶことが出来る。ゲームの名前は、桃太郎電鉄に登場する物件「桃太郎ランド」から。
桃繰勘定戦
『7』発売記念7大イベントの一環として企画されたトレーディングカードゲームである。初回購入特典として『7』には「札幌市」「ソフトハウス（ハドソン）」「貧乏神」のトレーディングカード3枚が、1998年12月に発売された『桃太郎伝説』（PlayStation）には「露天風呂」「キングボンビーの悪行」「阿蘇」のトレーディングカード3枚が同梱されており、それぞれの取扱説明書にも予告が書かれていた。当時ハドソンがトレーディングカードの企画・開発・販売事業の一環として設立していた子会社未来蜂歌留多商会から発売される予定であったが、発売が延期となるうちに計画は頓挫し幻のゲームとなってしまった。イラストは土居孝幸が担当していたが、これもさくまは関わっておらず詳細は一切不明。
バトルボンビー
『7』発売1周年記念「グヘヘヘキャンペーン」で期間中に購入した人に配布された、PocketStation専用ソフトである。ミニゲーム集。「Piとメール」の体験版も収録。
バトルボンビー2 すっきり桃味
『V』の初回特典として付いてきた、PocketStation専用ソフトである。ミニゲーム集。これで遊んでクイズに正解すると、抽選で300名に「桃鉄V ぽかぽかセット 湯けむり編（洗面器、石鹸など、お風呂グッズ一式）」が当たった。
桃太郎電鉄メダルゲーム メダルゲームも定番!
アーケードゲーム（プッシャー型のメダルゲーム）。開発はコナミグループのコナミアミューズメント。キャラクターデザインはKDE発売の『令和』に準拠している。2022年よりロケテストが開催され、2023年3月より順次稼働開始している。

### 漫画作品
スーパー桃太郎電鉄III キングボンビーだよ〜ん!!
『月刊コロコロコミック』で1995年2月号から7月号まで連載。作者は松村努。
ゲームとほぼ同じ設定で桃太郎と貧乏神を中心に描いたギャグ漫画。単行本は未刊行。
桃太郎電鉄 4コマ爆笑EXPRESS・桃太郎HAPPY 4コマツアー
『月刊コロコロコミック』1995年11、12月号及び1996年11、12月号に掲載。作者は両作品共にひかわ博一。
SUPER桃太郎電鉄DX
同じくひかわが執筆した『月刊コロコロコミック』1996年1月号に掲載されたギャグ漫画。
桃太郎電鉄7 4コマ劇場
さくまが編集長を務めていた『チョコバナナ』の投稿者による4コマ漫画集。全2巻。
それいけ!桃太郎電鉄
『ケロケロエース』で連載。シナリオは浜崎達也、作画は高内優向が担当。
桃太郎本編の時代から時が経った現代が舞台で、本作で登場する桃太郎はその子孫という設定（名前は桃木三太郎）。
三太郎はえんま新聞という出版社に所属する記者として働いており、日本一の記者を目指して日本各地を取材する。
夜叉姫はフリーのカメラマンとして、貧乏神は三太郎の先輩記者として登場する。
本作には三太郎が変身して戦う戦闘シーンの要素もある。全3巻。
桃太郎電鉄 お国じまんメッケたび
『コロコロイチバン!』2009年5月号から2010年3月号まで連載。シナリオは井沢ひろし、作画は小池マサヒトが担当。
桃太郎電鉄
『月刊コロコロコミック』2021年6月号に読切として掲載。作者は住吉リョウ。
桃太郎電鉄 日本全国4コマ大百科
『コロコロイチバン!』2021年9月号から連載中。作者はひこちゃん。

### テレビ・ラジオ
有限会社桃太郎商店
TBSラジオにて月曜日の深夜0時30分より放送されていたラジオ番組。東京の下町の小さなビルの中にある会社「有限会社桃太郎商店」の社長（後に会長）のさくまあきらと社長秘書の吉野紗香、社員のアリtoキリギリス（後に石塚は2代目社長となり、石井は四国支社に飛ばされる）の4人が自社大きくし、いつの日か株式会社桃太郎商店とすることを目標に企画会議を行うという設定。ラジオ中では当時の最新作『桃太郎電鉄V』の発売決定が発表され、同作にも吉野とアリtoキリギリスの2人が登場している。
桃の陣!
桃太郎電鉄の15周年記念として毎日放送で2003年から放送されているテレビ番組である。
桃太郎電鉄が好きな有名人を捜したところ、吉本興業所属の芸人が多いことがわかり、その後毎日放送で桃太郎電鉄の番組をやることになり、本当に桃太郎電鉄が好きな人を呼ぼうという話になったことから当時CMに起用されていた陣内智則、若槻千夏のほか、ケンドーコバヤシ、バッファロー吾郎らが出演者として選ばれた。
新作の発売直前に放送され、2008年4月23日に各放送から抜粋したものが『セレクト☆桃の陣!』としてDVD化された。
1. 桃鉄15周年記念番組 桃の陣! 〜西日本オニ退治道中記〜（2003年11月3日 - 2004年1月26日、火曜 1時35分 - 、全12回）
2. LIVE★桃の陣!（2004年11月23日 1時40分 - ）
3. バトル桃の陣! 〜桃鉄のCMキャラクターはオレだ!〜（2005年12月8日 0時55分 - ）
4. サバイバル桃の陣（2006年12月2日 0時25分 - ）
5. クイズ桃の陣! 〜wii版桃太郎電鉄発売記念〜（2007年7月14日）
6. トーク桃の陣!（2007年12月15日 0時25分 - ）
7. ソング♪桃の陣! 〜桃鉄誕生20周年CD発売記念番組〜（2008年7月18日）
8. ニッポン探求★桃の陣! 〜祝『桃太郎電鉄20周年』発売記念番組〜（2008年12月19日）

サイコロまかせ!桃鉄の旅
スカイパーフェクTV!（一部ケーブルテレビ局）の旅チャンネルで、2006年12月3日から放送されていたテレビ番組である。さくま、テツandトモらが出演する。
2007年12月11日から2008年5月まで続編（新シリーズ）『ご当地グルメバトル!桃鉄の旅』が、同じく旅チャンネルなどで放送されていた。
その他
- 2016年2月25日放送の『雨上がり決死隊のトーク番組アメトーーク!』（テレビ朝日）では、「桃太郎電鉄芸人」として当ゲームシリーズが取り上げられた。「桃太郎電鉄芸人」のパネリスト側のゲストは陣内智則、若槻千夏、日村勇紀（バナナマン）、ケンドーコバヤシ、ロッシー（野性爆弾）、村上健志（フルーツポンチ）、長谷川俊輔（クマムシ）の7人。番組では司会の雨上がり決死隊と本シリーズを全く知らないオブサーバー側のゲストである河北麻友子に、ゲームの紹介と説明をする形でトークが展開された。また、番組の途中には、VTRで『桃太郎電鉄2010 戦国・維新のヒーロー大集合!の巻』を12時間プレイする企画で村上、金田哲（はんにゃ）、小宮浩信（三四郎）の3人が挑戦した。尚、小宮）は途中に仕事で退席した為、松橋周太呂（元ジューシーズ）が小宮の代理でプレイした。
- 2021年4月より、大分放送『かぼすタイム』内にて、大分駅から大分県最南端の宗太郎駅まで行く「宗太郎電鉄」が月1回放送されている。内容は、1から3までの目しか出ない特製のサイコロを振り、出た目だけ実際に日豊本線の列車を使用し移動する。駅に到着したら、視聴者から募集のあったカード数枚の中から1枚選び、そのカードの内容のミッションをクリアしなければ次の移動が出来ない。ミッションをクリア出来たきっかけを作った街の方に同じサイコロを振ってもらい、1なら100円、2なら200円、3なら300円が支給され、乗車券の購入代金となる。駅に戻り、移動のサイコロを振る。4月は3が出て鶴崎駅。5月も3が出て幸崎駅。6月は2が出て下ノ江駅。7月は1が出て熊崎駅まで到達している。またBGMには『令和』のものが使用されている。

### パチンコ・パチスロ
- CR桃太郎電鉄（2009年、銀座）
- ぱちんこ CR桃太郎電鉄 ひらけ! キングボンビジョンの巻（2012年、サミー）
- CRAスーパー海物語inJAPANwith桃太郎電鉄 99バージョン（2016年、三洋物産）
- パチスロ桃太郎電鉄（2008年、サミー）
- 桃太郎電鉄〜パチスロも定番!〜（2024年、コナミアミューズメント）

## 関連商品

### CD
- 桃太郎電鉄 〜SOKOZIKARA〜
  - 1999年12月8日発売、TYCY-10028
  - シリーズ初のオリジナルサウンドトラック。『V』での曲を中心に、過去の曲やアレンジバージョンも収録。全54曲。
- 桃太郎電鉄11 ゴールド・サウンズ
  - 2002年12月18日発売、KOLA-12
  - 『11』で使用されているBGM全70曲が収録。
- reampiece ベリー・ベスト・オブ・桃太郎伝説&電鉄
  - 2002年12月18日発売、KOLA-13。
  - 『初代』『SUPER（PCE）』および『桃太郎伝説』から全曲収録。全76曲。
- 桃太郎電鉄ヒットパレード 〜桃太郎電鉄 11・12・USA〜
  - 2004年12月1日発売、COCX-33018
  - 『USA』からほぼ全曲、『11』『12』で使用されているBGMから数曲収録。全83曲。
- 歌合戦 〜桃太郎電鉄20周年記念アルバム〜
  - 2008年3月26日発売、YRCN-95010
  - タイトル曲「それいけ!桃鉄」や「悪夢のキングボンビー」に歌詞を付け、歌としてアレンジした楽曲が収録された。陣内智則など桃太郎電鉄ファンのタレント達が歌唱を担当した。
- 101曲桃鉄大行進〜桃太郎電鉄オリジナル・サウンドトラック〜
  - 2010年1月20日発売、COCX-36030-1
  - 『G』 - 『2010』、携帯版シリーズで使用されているほぼすべてのBGMとキングボンビー他、ブラックボンビー以降の全てのボンビーのBGMが収録。2ディスクで全101曲。GBA・DS・携帯電話向けタイトルの楽曲は内蔵音源にコンバートされる以前の関口や池の制作した音源（『桃太郎電鉄11』以降の据置機向けタイトルに使用される音源と同じ）のものが収録されている[59]。

### 書籍
桃太郎電鉄研究読本
2000年の『桃太郎電鉄V』発売直前にバグジィから発行され、廣済堂出版から発売された本。ISBN 4-331-80013-X。土居孝幸によるキャラクターの線画や設定資料の他、土居・関口和之・宮路一昭による対談、ラジオ番組「有限会社桃太郎商店」のメンバーによる対談などが収録されている。
おいしい桃鉄 桃太郎電鉄11 全国グルメ物件ガイド
2003年に小学館から発行された本。ISBN 4-09-106073-0。著者はさくまあきら、イラストは土居孝幸が担当。『桃太郎電鉄11 ブラックボンビー出現!の巻』に登場する食品物件が写真とさくまのコメント付きで紹介されている。
桃鉄ごはん B級グルメ旅
2010年に笠倉出版社から発行・発売された本のシリーズ。さくまあきら監修の下、桃鉄グルメ研究会より著作された。カバーイラスト及びアートワークは土居孝幸による。『桃太郎電鉄2010 戦国・維新のヒーロー大集合!の巻』に登場する食品物件などの実物が掲載されている他、土居孝幸による主要キャラクター（桃太郎・夜叉姫・金太郎・浦島太郎・貧乏神・キングボンビー）の設定資料（三面図・表情集・ポーズ集）や、各地域で販売された桃太郎電鉄グッズ、さくまあきらへのスペシャルインタビューなどが掲載されている。
- 旨いべさ! 桃鉄ごはん B級グルメ旅 北海道 東北編 - ISBN 978-4-7730-9987-4
- 旨いでぇ! 桃鉄ごはん B級グルメ旅 北陸・関東・中部・近畿・海外編 - ISBN 978-4-7730-9991-1
- 旨かばい! 桃鉄ごはん B級グルメ旅 中国・四国・九州・沖縄編 - ISBN 978-4-7730-9992-8

土居孝幸アートワークス DOIN'S
2010年に樹想社より発行、銀河出版より発売。ISBN 978-4-87777-095-2。本シリーズのキャラクターデザインを務める土居孝幸の画集。桃太郎シリーズ（桃太郎伝説・桃太郎電鉄）のイラストやジャンプ放送局に使用された土居のイラストが収録されており、本シリーズからは主に『V』〜『2010』に使用されたもの（広告用イラスト・パッケージ用イラスト・タイトル画面原画・メインメニュー原画・『X』〜『2010』カレンダーイラスト原画など多数）が収録されている。また巻末にはさくまあきらと土居、堀井雄二と土居による対談が収録されている。発行元である樹想社の 公式商品ページ から購入した場合には特典としてクリアファイルが付属する。

### 食品
桃太郎電鉄 スゥイートクッキー
千珠庵から発売されたクッキー。クッキーには桃太郎とキングボンビーが描かれている。販売地域ごとにパッケージイラストが異なり、北海道編・東北編・東京秋葉原編・信州編・立山黒部編・関西編・中国地方編・四国編などが存在する。パッケージイラストは土居孝幸が担当。
桃太郎電鉄人形焼き
2001年5月に、高松駅がリニューアルされるのに合わせて、株式会社ハリカから発売され、ゆめタウン高松において実演販売もなされた。元々は、全日空ホテルクレメント高松の宮本盛治により、童話の桃太郎をモチーフとする人形焼きとして企画されていたが、高松にある株式会社久本酒店の社長佐藤哲也が「桃太郎なら、いい絵がありますよ!こっちの絵にしたほうがいいですよ!」と土居のデザインした桃太郎電鉄の桃太郎を宮本に推薦したことから、桃太郎電鉄をモチーフとしたものとなった。『X』〜『G』にも高松駅の物件として「桃太郎人形焼屋」が登場している。
銚子電鉄関連
後述する銚子電鉄 桃太郎電鉄ラッピング車両を記念して銚子電鉄名物のぬれ煎餅とコラボした「桃太郎電鉄 ぬれ煎餅」や、犬吠駅限定で「桃鉄かつおの佃煮」「桃鉄さんまの佃煮」「桃鉄いわしの佃煮」が発売された。

## イベント・コンテンツなど

佐世保駅にある「貧乏が去る像」

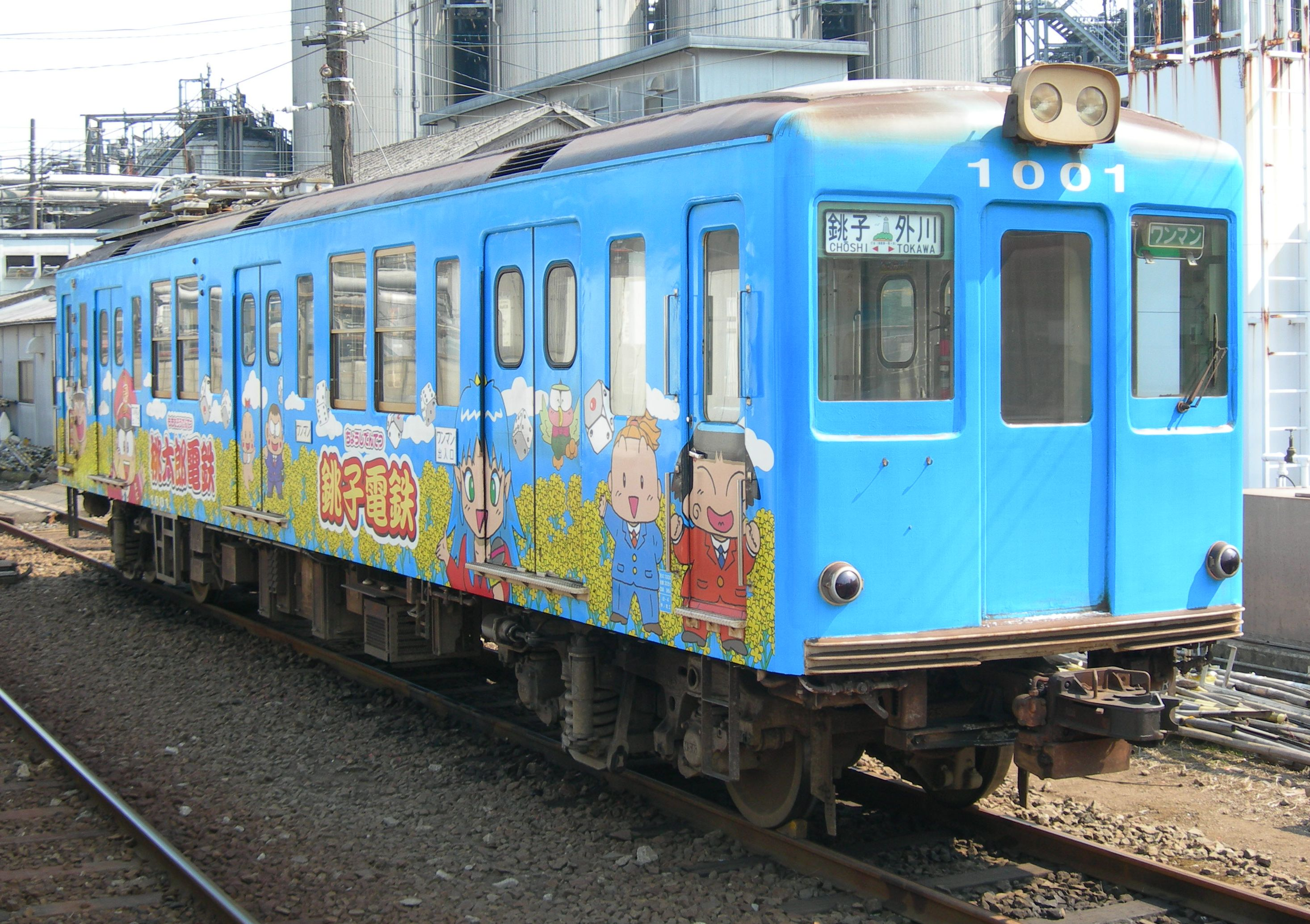
銚子電鉄のラッピング車

鬼無駅の石像
2002年に香川県高松市にある鬼無駅に、愛称の「鬼無桃太郎駅」に因んで桃太郎電鉄の石像が設置された。土居の監修のもと三好石材が制作。左に貧乏神、右に桃太郎がいる形となっており、間にある汽車の石像はベンチとしても使用できる。同年3月31日に行われた除幕式にはJR四国社長、高松駅長をはじめ、香川県知事、香川県議会議員、 高松市長、高松市議会議員、鬼無地区連合自治会長、鬼無商工振興会長、鬼無体育協会長、高松貨物ターミナル駅長、 JR貨物移転対策協議会長、シティエフエム社長（いずれも当時）や、ゲーム監督のさくまあきら、キャラクターデザイナーの土居孝幸、音楽担当の宮路一昭と池毅（関口和之は欠席）、当時のハドソン副社長中本伸一と専務の大里幸夫らが出席した。『11』のおまけモード「桃鉄ジャーナル」にも同石像の情報が収録されている。
貧乏が去る（猿）像
2003年に東京都台東区妙泉寺に登場キャラクターの貧乏神をモチーフとした「貧乏が去る（猿）像」が設置され、同年10月14日以降一般公開された。また公開を記念して陶器製の貯金箱が制作され、同寺にて限定販売がなされた。
桃太郎電鉄モバイルラリー
2004年7月17日から11月7日まで、長崎県佐世保市内全域、またはハウステンボス内で行われた企画である。
参加資格はメール機能とインターネット閲覧ができる携帯電話を持っている事で、参加するためには参加者登録（有料）をする必要があった。
参加者はハウステンボス内の「アニメワールド」、または佐世保駅にある「佐世保観光情報センター」をスタートし、ハウステンボス内14か所か、佐世保市内8か所のラリーポイントを巡る。スタート時に受け取る「ICカード」をラリーポイントに掲示されているポスターにかざすことで、手元の携帯電話にメールが受信される。そこでクイズやゲーム、イベントをこなすことによって「資産」を増やしていく（ただし全てのポイントを回る必要はない）。再び「アニメワールド」か「佐世保観光情報センター」に戻り、ゲームを終了すると桃太郎電鉄オリジナルストラップが貰える。
貧乏神やスリの銀次、大阪のおばちゃんといったキャラクターも出現する。
桃鉄物産館
2006年6月1日にオープンした、桃太郎電鉄内に登場する、日本各地の名産品を注文し購入できる携帯端末用ウェブサイトである。「貧乏が去る像貯金箱」やツジセイ製菓から発売された「桃鉄人形焼き」など、桃太郎電鉄内のキャラクターから派生した商品も購入できる。
桃太郎電鉄×銚子電鉄 桃太郎電鉄ラッピング車両
2007年4月26日から銚子電鉄において、ラッピング車両の運行が開始された。ラッピング車両の出発式にはゲーム監督のさくまあきらやキャラクターデザイナーの土居孝幸、ハドソン執行役員常務の香月薫児などが出席した。ラッピング電車導入の経緯としては、銚子電鉄が整備中の車両の外壁修復費の捻出に苦労していると言うことから、ハドソンが修復費を負担する意味合いからラッピング電車の導入となった。銚子電鉄においてここまで本格的なラッピング電車の導入は初めてである。車両デザインは土居孝幸が手掛け、銚子電鉄1001号車にラッピングが施された。
車両は3年間運行される予定だったが、2010年4月8日に継続実施が発表されている。『12』においての「潮風のんびり銚子電鉄レース」というイベントゲームを導入したのが桃太郎電鉄シリーズと銚子電鉄の関係の始まりで、経営難にあっても地道な努力を続ける銚子電鉄側にハドソンが賛同する形となり、千葉テレビ放送ではハドソン提供の「桃太郎電鉄天気予報」が放送されたことがあった。また、この一環で同年8月4日に本シリーズの貧乏神とイヌ・サル・キジを組み合わせた3体の石像「しあわせ三像」が同社線の3駅（犬吠駅、仲ノ町駅、笠上黒生駅）に設置された。またこのラッピング車両は、トミーテックからディスプレイモデル「鉄道コレクション」として発売された。
2012年5月16日、ラッピング車両の運行終了が発表され同日をもって運行終了となった。5月20日までは保管先の車庫で見学が可能だった。ラッピング車両やしあわせ三像は『2010』のオープニングムービーにも登場している。
リアル桃太郎電鉄
2013年12月に長崎県長崎市で開催されたイベント。地元の路面電車である長崎電気軌道をさいころで乗りづいて、各駅で出題されるクイズなどに答えるという内容であった。

## 本作にまつわる事件
- 2009年2月2日、ハドソンの運営する桃太郎電鉄携帯サイトに「今から、現金80兆円を持って、JR高松駅まで来い!! 何なら会社へ爆弾を送りつけて、皆殺しにしてやる!!」などの内容の脅迫メールを送った男が逮捕された。調べに対し、容疑者は携帯電話向けシリーズのユーザーで「ゲームに関する要望[注 45]を書き込んだが、改善されないので困惑させてやろうと思った」と容疑を認めている。これに関してさくまは自身のブログで「何だよ、もったいない!ゲームに関する要望は、『桃鉄研究所』に送ってくれなきゃ!ねえ!あれだけみんなの要望をここで叶えてるのに…。最初はいたずら半分だったけど、止まらなくなっちゃったのかなあ…。う〜〜む。何を改善してほしかったんだろう。そっちのほうが、気になっちゃうよ」とコメントしている[74]。
- 2009年9月25日、大阪府警察は桃太郎電鉄のキャラクターを無断で使用した著作権法違反の疑いで風俗店を家宅捜索したことがメディアなどで報じられた[75]。